# Sur un air d'autoroute
Ne doit pas être confondu avec Comme un air d'autoroute.
Pour plus de détails, voir Fiche technique et Distribution.
Sur un air d'autoroute est un film français réalisé par Thierry Boscheron en 2000.

## Synopsis
Un homme essaie de retrouver l'une de ses oreilles.

## Fiche technique
- Titre : Sur un air d'autoroute
- Réalisateur : Thierry Boscheron
- Scénariste. : Thierry Boscheron
- Producteur : Pascal Jérôme
- Décors : Dominique Douret

## Distribution
- Sacha Bourdo : Jeff
- Aure Atika : Périnne
- Marie-France Pisier : Dr Rouget
- Dominique Pinon : Jacky Carpe